# Pentti Kokkonen
Pentti Juhani Kokkonen (* 15. Dezember 1955 in Jämsä) ist ein ehemaliger finnischer Skispringer. Er sprang für den Verein der Stadt Lahti, den Lahden Hiihtoseura.

## Werdegang
Seinen ersten Einsatz bei einem internationalen Springen hatte er am 30. Dezember 1976 bei der Vierschanzentournee. Bei der Nordischen Skiweltmeisterschaft 1978 in seiner Heimatstadt Lahti wurde er Fünfter auf der Normalschanze. Im Winter 1978/79 gewann er nach Siegen in Innsbruck und Bischofshofen und zwei dritten Plätzen in Garmisch-Partenkirchen und Oberstdorf die Gesamtwertung der 27. Vierschanzentournee. Da der Skisprung-Weltcup der FIS erst im folgenden Jahr eingeführt wurde und Kokkonen in seiner Karriere keinen weiteren Sieg erringen konnte, kann er keinen Weltcupsieg für sich verbuchen.
In den folgenden Jahren zählte er zur erweiterten Weltspitze und erreichte bis zu seinem Karriereende nach dem Winter 1985/86 gelegentlich auch Podiumsplatzierungen. Seine größten Erfolge konnte er in den 1980er Jahren mit der von Matti Nykänen angeführten finnischen Mannschaft erringen. Bei der Nordischen Skiweltmeisterschaft 1982 in Oslo gewann er mit dem Team noch Bronze, 1984 in Engelberg und 1985 in Seefeld in Tirol dann Gold.
Seit 2004 ist Kokkonen der Trainer der finnischen Juniorenmannschaft.

## Erfolge

### Weltcup-Platzierungen
| Saison  | Platz | Punkte |
| ------- | ----- | ------ |
| 1979/80 | 54.   | 016    |
| 1980/81 | 10.   | 090    |
| 1981/82 | 20.   | 050    |
| 1982/83 | 07.   | 115    |
| 1983/84 | 16.   | 064    |
| 1984/85 | 15.   | 060    |
| 1985/86 | 44.   | 013    |